# Landkreis Gotha
Landkreis Gotha är ett distrikt (Landkreis) i centrala delen av det tyska förbundslandet Thüringen.

## Administrativ indelning
I förvaltningsrättslig mening finns i modern tid ingen skillnad mellan begreppet Stadt (stad) gentemot Gemeinde (kommun). Följande kommuner och städer ligger i Landkreis Gotha: 

### Städer
| - Friedrichroda - Gotha | - Ohrdruf - Waltershausen |

### Kommuner
| - Bad Tabarz - Bienstädt - Dachwig - Drei Gleichen - Döllstädt - Emleben - Eschenbergen | - Friemar - Georgenthal - Gierstädt - Großfahner - Herrenhof - Hörsel - Luisenthal | - Molschleben - Nesse-Apfelstädt - Nessetal - Nottleben - Pferdingsleben - Schwabhausen | - Sonneborn - Tambach-Dietharz - Tonna - Tröchtelborn - Tüttleben - Zimmernsupra |